# Mély Torok (fedőnév)
„Mély Torok” (Deep Throat) Bob Woodward titkos informátorának fedőneve volt, aki információt szivárogtatott ki az Egyesült Államok elnöke, Richard Nixon részvételéről a Watergate-botrányban. Az illető lényeges információforrás volt Woodward és Carl Bernstein számára, amikor megírták leleplező cikksorozatukat a The Washington Post számára; a botrány végül az elnök lemondásához vezetett, és börtönbe juttatta a Fehér Ház személyzeti főnökét, H. R. Haldemant és az elnök tanácsadóját, John Ehrlichmant.
Mély Torok létezését Woodward és Bernstein Az elnök emberei című könyvükben fedték fel, melyből 1976-ban Oscar-díjas film is készült Az elnök emberei (All the President's Men) címmel. A filmben Mély Torkot Hal Holbrook alakítja.
Szintén Mély Toroknak hívják az X-akták első sorozatában Mulder és Scully ügynökök informátorát.

## Találgatások
Mély Torok kilétét csak Woodward, Bernstein és az akkori főszerkesztő, Benjamin C. Bradlee ismerte. A valódi kiléte évtizedekig találgatások tárgya és az összeesküvés-elméletgyártók kedvelt témája volt. Maga Woodward nem akarta felfedni a titkát, amíg ő maga bele nem egyezik vagy amíg Mély Torok meg nem hal.
Woodward leírása alapján a következő tényezők voltak biztosak Mély Torokról:
- férfi;
- a Nixon-államapparátus tagja;
- dohányzik és szereti a skót whiskyt.

A következő név szerinti lehetőségeket tagadta Woodward:
- Alexander Haig
- Earl Silbert
- John Sears
- Diane Sawyer
- Cord Meyer Jr. (CIA alkalmazott)
- William Colby (CIA alkalmazott)

Woodward ezenkívül azt is elmondta, hogy Mély Torok nagyon aggódott, hogy a nevét összefüggésbe hozhatják a cikksorozattal; telefonálás helyett (lehallgatás esetére) csak egy parkolóházban találkozhattak. Woodward az ablakában lévő cserepes virágokkal tudta jelezni, ha találkozni akart; ha Mély Torok kezdeményezte a találkát, mindig úgy intézte, hogy Woodward aznapi New York Times példányának 20-adik oldalán be legyen karikázva az oldalszám. Woodward azt is leszögezte, hogy Mély Torok mindig csak mások által adott információt erősített meg, vagy kutatási irányokra tett célzást.
Sokáig W. Mark Felt és Fred Fielding vezették a gyanúsítottak listáját, míg végül 2005. május 31-én Felt elismerte, hogy ő volt Woodwardék informátora. Évtizedekig folyt a találgatás a forrás személyét illetően, korábban arra is gyanakodtak, hogy a rekedtes, mély hangú nemzetbiztonsági tanácsadó, majd Nixon kabinetjében a külügyminiszterként tevékenykedő Henry Kissinger áll az álnév mögött.
Mark Felt 2002-ben árulta el igazi múltját családjának, s ennek következtében hullt le a lepel talán az amerikai újságírás eddigi legjobban féltve őrzött titkáról.
A Vanity Fair-nek adott interjújában így nyilatkozott: „én vagyok az a fickó, akit Deep Throat-nak hívnak.” A besúgó személyét tulajdonképpen 30 évig homály fedte, az amerikai hírcsatornán, az MSNBC-n Carl Bernstein, a nevezetes cikksorozat társszerzője úgy nyilatkozott, hogy informátoruk haláláig nem nevezi meg Mély Torkot.

## W. Mark Felt

Mark Felt

W. Mark Felt a Szövetségi Nyomozóiroda igazgatóhelyettese volt a Szövetségi Nyomozóirodánál a Watergate-botrány kirobbanása idején. James Mann, aki a The Washington Post alkalmazottja volt, erőteljesen érvelt amellett, hogy a Woodward által kapott bizonyítékok csak FBI-aktákból származhattak és ismert, hogy az FBI ellenségesen viseltetett a Nixon-féle adminisztrációval szemben. Mann egy 1992-es cikkében egyenesen Feltet nevezi meg Mély Torokként összegyűjtött bizonyítékai alapján (maga Nixon is Feltre gyanakodott).
Felt évekig tagadta az összefüggést; végül 2002-ben beismerte a családjának, és 3 évvel később, 2005. május 31-én hozzájárult, hogy a Vanity Fair magazin nyilvánosságra hozza nyilatkozatát.
1913. augusztus 17-én született, a Szövetségi Nyomozóiroda igazgatóhelyettese volt 1972. május 4-től 1973. június 22-ig, és  2008. december 18-án, 95. évét betöltve hunyt el.

## Megjelenése a kultúrában
- Az elnök emberei (1976), Alan J. Pakula filmje
- A cég – Washington zárt ajtók mögött(wd) (1976), John Ehrlichman(wd) regénye
- Washington zárt ajtók mögött(wd) (1977), David W. Rintels televíziós-minisorozata, Ehrlichman regényéből
- Mélytorok: A Watergate-sztori (2017), Peter Landesman filmje